# Paulo Werneck
Paulo Werneck (Rio de Janeiro, 29 de julho de 1907 — 22 de dezembro de 1987) foi um artista plástico brasileiro.

## Biografia
Autodidata, Werneck foi pintor, desenhista e ilustrador de livros infantis e colunas políticas em diversos jornais do país, tendo sido considerado um importante colaborador do modernismo.
Responsável pela introdução da técnica do mosaico no Brasil, contribuiu com murais e painéis para projetos de diversos arquitetos.
Seu primeiro painel foi instalado no Instituto de Resseguros do Brasil, no Rio de Janeiro, a convite dos arquitetos MMM Roberto. Também na Igreja de São Francisco de Assis e na Casa Kubitschek (Pampulha, Belo Horizonte) e no Colégio Cataguases, projetados por Oscar Niemeyer, dois dos mais significativos trabalhos do artista podem ser visitados.